# Jacques Morel (Romanist)
Jacques Morel (* 22. April 1926; † 4. Juli 2006) war ein französischer Romanist und Literaturwissenschaftler.

## Leben und Werk
Morel wuchs in Epinal und Neufchâteau auf. Er absolvierte die École normale supérieure (1947–1950), schloss mit der Agrégation ab und war von 1950 bis 1954 Gymnasiallehrer in Chaumont. Dann ging er als Répétiteur an die Ecole zurück. Ab 1957 durchlief er an der Universität Lille die Stationen einer Universitätslaufbahn vom Assistenten bis zum Professor. Er habilitierte sich 1968 bei René Pintard über Jean Rotrou, dramaturge de l'ambiguïté (Paris 1968, 2002). Von 1970 bis 1997 hatte er an der Universität Paris III einen Lehrstuhl für die französische Literatur des 17. Jahrhunderts inne.

Jacques Morel war Commandeur der Palmes académiques.

## Weitere Werke
- La Renaissance. 3. 1570–1624, Paris 1973 (Littérature française 5, hrsg. von Claude Pichois); Neuauflage u. d. T. De Montaigne à Corneille 1572–1660, Paris 1986, 1991, 1997 (Histoire de la littérature française 3, hrsg. von Claude Pichois)
- (Hrsg. mit Alain Viala) Racine, Théâtre complet, Paris 1980, 1985, 2010 (Classiques Garnier)
- Racine en toutes lettres, Paris 1992
- (Hrsg.) La tragédie, Paris 1992